# Луг Терезы
Луг Терезы (Терезиенвизе, нем. Theresienwiese) — площадь или, точнее, специальная территория в Мюнхене. На территории луга Терезы проводится мюнхенский Октоберфест, а также другие праздники, блошиные рынки и другие подобные мероприятия. Луг Терезы находится в центре Мюнхена, неподалёку от Главного вокзала. У северной оконечности луга расположена одноимённая станция мюнхенского метро. Своё название луг получил в честь принцессы Терезы Саксен-Гильдбурггаузской, жены Людвига I. На окраине луга расположена Статуя Баварии. С луга также открывается обзор на неоготическую церковь Святого Павла.
Весной на лугу Терезы проводится также менее известный аналог Октоберфеста, Весенний праздник, (нем. Frühlingsgfest), называемый мюнхенцами «маленький луг» (нем. die kleine Wiesn), а также зимний фестиваль «Tollwood», раз в четыре года сельскохозяйственная выставка и нерегулярные цирковые представления передвижных цирков.